# Герб Клина
Міський округ Клин Московської області Росії має власний герб та прапор, які є офіційними символами міста.

## Історія
Перша версія міського герба була ухвалена 20 серпня 1781 року, згодом 16 березня 1883 року було прийнято новий герб, третя версія 25 листопада 1998 року, врешті сучасний варіант герба ухвалено 30 березня 2007 року.

## Опис
У срібному полі листоноша у червленій сорочці, зеленій опанчі та чорному капелюху та чоботях, заносить правою рукою нагайку на чорному коні з щолотим сідлом та збруєю. Герб міського поселення розроблений на основі історичного герба повітового міста Клин який було ухвалено 16 березня 1883 року. Розвитком міста було визначено що протягом століть місто було важливим стратегічним пунктом на шляху з Москви у Великий Новгород, зокрема у місті був розвинутий поштовий промисел. Статусна корона вказує на місто як колишню столицю удільного князівства – вотчину тверського князя Костянтиина Михайловича (1306 – близько 1346) та його синів.
Золото – символ багатства, стабільності, поваги та сонячного тепла. Срібло – символ чистоти, досконалості, мира та взаєморозуміння. Червоний колір – символ мужності, сили праці, краси та свята. Зелений колір – символ природи, молодості, здоров’я, життєвого росту. Чорний колір – символ мудрості, скромності, вічності буття.

## Цікаві факти
Герб міста Клин цікавий тим, що на ньому зображений мирний вершник – листоноша, який є єдиним мирним вершником на гербах російських міст.
Також його унікальність полягає в тому, що на гербовому полі присутні два вершника – крім листоноші у полі присутній Георгій-Переможець – символ Москви. 